# BWF Super Series Finale 2014
Das BWF Super Series Finale 2014 war das abschließende Turnier der BWF Super Series 2014 im Badminton. Es fand vom 17. bis zum 21. Dezember 2014 in Dubai im Hamdan Sports Complex statt. Das Preisgeld betrug 1.000.000 US-Dollar und war damit nach der Korea Open Super Series 2012 das zweite Badmintonturnier, welches die Millionengrenze an Preisgeld erreichte.

## Starter nach Verband
| Rang | Verband           | MS | WS | MD | WD | XD | Gesamt |
| ---- | ----------------- | -- | -- | -- | -- | -- | ------ |
| 1    | China             | 1  | 2  | 2  | 2  | 2  | 9      |
| 2    | Südkorea          | 1  | 2  | 2  | 2  | 1  | 8      |
| 3    | Japan             | 2  | 1  | 1  | 2  | 0  | 6      |
| 4    | Dänemark          | 2  | 0  | 1  | 1  | 1  | 5      |
| 5    | Indonesien        | 1  | 0  | 1  | 1  | 1  | 4      |
| 6    | Thailand          | 0  | 1  | 0  | 0  | 1  | 2      |
| 6    | Chinesisch Taipeh | 0  | 1  | 1  | 0  | 0  | 2      |
| 6    | Indien            | 1  | 1  | 0  | 0  | 0  | 2      |
| 9    | England           | 0  | 0  | 0  | 0  | 1  | 1      |
| 9    | Deutschland       | 0  | 0  | 0  | 0  | 1  | 1      |

## Herreneinzel

### Setzliste
1. Chen Long
2. Jan Ø. Jørgensen
3. Son Wan-ho
4. Srikanth Kidambi
5. Kento Momota
6. Hans-Kristian Vittinghus
7. Tommy Sugiarto
8. Kenichi Tago

### Gruppe A
| Name                     | Pts | Pld | W | L | SF | SA | PF | PA |
| ------------------------ | --- | --- | - | - | -- | -- | -- | -- |
| Chen Long                | 2   | 2   | 2 | 0 | 4  | 1  | 97 | 65 |
| Hans-Kristian Vittinghus | 1   | 2   | 2 | 1 | 3  | 2  | 82 | 90 |
| Kenichi Tago             | 0   | 2   | 0 | 2 | 0  | 4  | 60 | 84 |
| Son Wan-ho               | 0   | 0   | 0 | 0 | 0  | 0  | 0  | 0  |

| Datum        |                          | Score   |                          | Set 1 | Set 2 | Set 3 |
| ------------ | ------------------------ | ------- | ------------------------ | ----- | ----- | ----- |
| 17. Dezember | Son Wan-ho               | 0-2     | Hans-Kristian Vittinghus | 13-21 | 16-21 |       |
| 17. Dezember | Chen Long                | 2-0     | Kenichi Tago             | 21-11 | 21-14 |       |
| 18. Dezember | Son Wan-ho               | Aufgabe | Kenichi Tago             | 9-21  | 3r-11 |       |
| 18. Dezember | Chen Long                | 2-1     | Hans-Kristian Vittinghus | 13-21 | 21-10 | 21-9  |
| 19. Dezember | Hans-Kristian Vittinghus | 2-0     | Kenichi Tago             | 21-19 | 21-16 |       |
| 19. Dezember | Chen Long                | w/o     | Son Wan-ho               |       |       |       |

### Gruppe B
| Name             | Pts | Pld | W | L | SF | SA | PF  | PA  |
| ---------------- | --- | --- | - | - | -- | -- | --- | --- |
| Jan Ø. Jørgensen | 2   | 3   | 2 | 1 | 5  | 3  | 153 | 133 |
| Srikanth Kidambi | 2   | 3   | 2 | 1 | 5  | 3  | 146 | 137 |
| Kento Momota     | 2   | 3   | 2 | 1 | 5  | 4  | 160 | 166 |
| Tommy Sugiarto   | 0   | 3   | 0 | 3 | 1  | 6  | 113 | 135 |

| Datum        |                  | Score |                  | Set 1 | Set 2 | Set 3 |
| ------------ | ---------------- | ----- | ---------------- | ----- | ----- | ----- |
| 17. Dezember | Jan Ø. Jørgensen | 2-0   | Tommy Sugiarto   | 21-15 | 21-9  |       |
| 17. Dezember | Srikanth Kidambi | 2-1   | Kento Momota     | 15-21 | 21-16 | 21-10 |
| 18. Dezember | Jan Ø. Jørgensen | 1-2   | Kento Momota     | 22-20 | 18-21 | 12-21 |
| 18. Dezember | Srikanth Kidambi | 2-0   | Tommy Sugiarto   | 21-18 | 21-13 |       |
| 19. Dezember | Kento Momota     | 2-1   | Tommy Sugiarto   | 23-21 | 7-21  | 21-15 |
| 19. Dezember | Jan Ø. Jørgensen | 2-1   | Srikanth Kidambi | 17-21 | 21-12 | 21-14 |

### Endrunde
|  | Halbfinale | Halbfinale               | Halbfinale | Halbfinale | Halbfinale |  |  | Finale | Finale                   | Finale | Finale | Finale |
|  |            |                          |            |            |            |  |  |        |                          |        |        |        |
|  |            |                          |            |            |            |  |  |        |                          |        |        |        |
|  | 1          | Chen Long                | 21         | 21         |            |  |  |        |                          |        |        |        |
|  | 4          | Srikanth Kidambi         | 18         | 9          |            |  |  |        |                          |        |        |        |
|  |            |                          |            |            |            |  |  | 1      | Chen Long                | 21     | 21     |        |
|  |            |                          |            |            |            |  |  | 6      | Hans-Kristian Vittinghus | 16     | 10     |        |
|  | 6          | Hans-Kristian Vittinghus | 21         | 21         |            |  |  |        |                          |        |        |        |
|  | 2          | Jan Ø. Jørgensen         | 11         | 17         |            |  |  |        |                          |        |        |        |
|  |            |                          |            |            |            |  |  |        |                          |        |        |        |

## Dameneinzel

### Setzliste
1. Wang Shixian
2. Wang Yihan
3. Saina Nehwal
4. Ratchanok Intanon
5. Sung Ji-hyun
6. Tai Tzu-ying
7. Bae Yeon-ju
8. Akane Yamaguchi

### Nicht gestartet
1. Li Xuerui

### Gruppe A
| Name         | Pts | Pld | W | L | SF | SA | PF  | PA  |
| ------------ | --- | --- | - | - | -- | -- | --- | --- |
| Saina Nehwal | 3   | 3   | 3 | 0 | 6  | 1  | 141 | 110 |
| Sung Ji-hyun | 2   | 3   | 2 | 1 | 4  | 2  | 114 | 86  |
| Bae Yeon-ju  | 1   | 3   | 1 | 2 | 3  | 4  | 113 | 133 |
| Wang Shixian | 0   | 3   | 0 | 3 | 0  | 6  | 87  | 126 |

| Datum        |              | Score |              | Set 1 | Set 2 | Set 3 |
| ------------ | ------------ | ----- | ------------ | ----- | ----- | ----- |
| 17. Dezember | Sung Ji-hyun | 2-0   | Bae Yeon-ju  | 21-15 | 21-11 |       |
| 17. Dezember | Wang Shixian | 0-2   | Saina Nehwal | 17-21 | 18-21 |       |
| 18. Dezember | Wang Shixian | 0-2   | Bae Yeon-ju  | 17-21 | 17-21 |       |
| 18. Dezember | Saina Nehwal | 2-0   | Sung Ji-hyun | 21-12 | 21-18 |       |
| 19. Dezember | Wang Shixian | 0-2   | Sung Ji-hyun | 7-21  | 11-21 |       |
| 19. Dezember | Saina Nehwal | 2-1   | Bae Yeon-ju  | 15-21 | 21-7  | 21-17 |

### Gruppe B
| Name              | Pts | Pld | W | L | SF | SA | PF  | PA  |
| ----------------- | --- | --- | - | - | -- | -- | --- | --- |
| Akane Yamaguchi   | 2   | 2   | 2 | 0 | 4  | 2  | 119 | 100 |
| Tai Tzu-ying      | 1   | 2   | 1 | 1 | 3  | 3  | 112 | 105 |
| Ratchanok Intanon | 0   | 2   | 0 | 2 | 2  | 4  | 92  | 118 |
| Wang Yihan        | 0   | 0   | 0 | 0 | 0  | 0  | 0   | 0   |

| Datum        |                   | Score   |                 | Set 1 | Set 2 | Set 3 |
| ------------ | ----------------- | ------- | --------------- | ----- | ----- | ----- |
| 17. Dezember | Ratchanok Intanon | 1-2     | Tai Tzu-ying    | 13-21 | 21-18 | 10-21 |
| 17. Dezember | Wang Yihan        | 1-2     | Akane Yamaguchi | 16-21 | 21-17 | 15-21 |
| 18. Dezember | Wang Yihan        | Aufgabe | Tai Tzu-ying    | 12-21 | 8r-11 |       |
| 18. Dezember | Ratchanok Intanon | 1-2     | Akane Yamaguchi | 15-21 | 21-16 | 12-21 |
| 19. Dezember | Tai Tzu-ying      | 1-2     | Akane Yamaguchi | 21-19 | 14-21 | 17-21 |
| 19. Dezember | Ratchanok Intanon | w/o     | Wang Yihan      |       |       |       |

### Endrunde
|  | Halbfinale | Halbfinale      | Halbfinale | Halbfinale | Halbfinale |  |  | Finale | Finale       | Finale | Finale | Finale |
|  |            |                 |            |            |            |  |  |        |              |        |        |        |
|  |            |                 |            |            |            |  |  |        |              |        |        |        |
|  | 3          | Saina Nehwal    | 21         | 13         | 9          |  |  |        |              |        |        |        |
|  | 6          | Tai Tzu-ying    | 11         | 21         | 21         |  |  |        |              |        |        |        |
|  |            |                 |            |            |            |  |  | 6      | Tai Tzu-ying | 21     | 21     |        |
|  |            |                 |            |            |            |  |  | 5      | Sung Ji-hyun | 17     | 12     |        |
|  | 5          | Sung Ji-hyun    | 21         | 21         |            |  |  |        |              |        |        |        |
|  | 8          | Akane Yamaguchi | 13         | 13         |            |  |  |        |              |        |        |        |
|  |            |                 |            |            |            |  |  |        |              |        |        |        |

## Herrendoppel

### Setzliste
1. Lee Yong-dae / Yoo Yeon-seong
2. Lee Sheng-mu / Tsai Chia-hsin
3. Hiroyuki Endo / Kenichi Hayakawa
4. Mohammad Ahsan / Hendra Setiawan
5. Liu Xiaolong / Qiu Zihan
6. Chai Biao / Hong Wei
7. Mathias Boe / Carsten Mogensen
8. Ko Sung-hyun / Shin Baek-cheol

### Gruppe A
| Name                           | Pts | Pld | W | L | SF | SA | PF | PA |
| ------------------------------ | --- | --- | - | - | -- | -- | -- | -- |
| Chai Biao Hong Wei             | 2   | 2   | 2 | 0 | 4  | 1  | 99 | 87 |
| Lee Yong-dae Yoo Yeon-seong    | 1   | 2   | 1 | 1 | 2  | 2  | 76 | 67 |
| Ko Sung-hyun Shin Baek-cheol   | 0   | 2   | 0 | 2 | 1  | 4  | 78 | 99 |
| Mohammad Ahsan Hendra Setiawan | 0   | 0   | 0 | 0 | 0  | 0  | 0  | 0  |

| Datum        |                                | Score   |                                | Set 1 | Set 2 | Set 3 |
| ------------ | ------------------------------ | ------- | ------------------------------ | ----- | ----- | ----- |
| 17. Dezember | Lee Yong-dae Yoo Yeon-seong    | 2-0     | Ko Sung-hyun Shin Baek-cheol   | 21-14 | 21-11 |       |
| 17. Dezember | Mohammad Ahsan Hendra Setiawan | Aufgabe | Chai Biao Hong Wei             | 7r-11 |       |       |
| 18. Dezember | Mohammad Ahsan Hendra Setiawan | w/o     | Ko Sung-hyun Shin Baek-cheol   |       |       |       |
| 18. Dezember | Lee Yong-dae Yoo Yeon-seong    | 0-2     | Chai Biao Hong Wei             | 16-21 | 18-21 |       |
| 19. Dezember | Chai Biao Hong Wei             | 2-1     | Ko Sung-hyun Shin Baek-cheol   | 15-21 | 21-15 | 21-17 |
| 19. Dezember | Lee Yong-dae Yoo Yeon-seong    | w/o     | Mohammad Ahsan Hendra Setiawan |       |       |       |

### Gruppe B
| Name                           | Pts | Pld | W | L | SF | SA | PF  | PA  |
| ------------------------------ | --- | --- | - | - | -- | -- | --- | --- |
| Mathias Boe Carsten Mogensen   | 2   | 3   | 2 | 1 | 4  | 3  | 132 | 130 |
| Hiroyuki Endo Kenichi Hayakawa | 2   | 3   | 2 | 1 | 5  | 2  | 140 | 99  |
| Lee Sheng-mu Tsai Chia-hsin    | 1   | 3   | 1 | 2 | 2  | 4  | 96  | 112 |
| Liu Xiaolong Qiu Zihan         | 1   | 3   | 1 | 2 | 2  | 4  | 89  | 116 |

| Datum        |                                | Score |                                | Set 1 | Set 2 | Set 3 |
| ------------ | ------------------------------ | ----- | ------------------------------ | ----- | ----- | ----- |
| 17. Dezember | Hiroyuki Endo Kenichi Hayakawa | 2-0   | Liu Xiaolong Qiu Zihan         | 21-7  | 21-12 |       |
| 17. Dezember | Lee Sheng-mu Tsai Chia-hsin    | 0-2   | Mathias Boe Carsten Mogensen   | 16-21 | 16-21 |       |
| 18. Dezember | Hiroyuki Endo Kenichi Hayakawa | 1-2   | Mathias Boe Carsten Mogensen   | 21-16 | 19-21 | 16-21 |
| 18. Dezember | Lee Sheng-mu Tsai Chia-hsin    | 2-0   | Liu Xiaolong Qiu Zihan         | 21-11 | 21-17 |       |
| 19. Dezember | Lee Sheng-mu Tsai Chia-hsin    | 0-2   | Hiroyuki Endo Kenichi Hayakawa | 8-21  | 14-21 |       |
| 19. Dezember | Liu Xiaolong Qiu Zihan         | 2-0   | Mathias Boe Carsten Mogensen   | 21-17 | 21-15 |       |

### Endrunde
|  | Halbfinale | Halbfinale                     | Halbfinale | Halbfinale | Halbfinale |  |  | Finale | Finale                      | Finale | Finale | Finale |
|  |            |                                |            |            |            |  |  |        |                             |        |        |        |
|  |            |                                |            |            |            |  |  |        |                             |        |        |        |
|  | 6          | Chai Biao Hong Wei             | 18         | 21         | 21         |  |  |        |                             |        |        |        |
|  | 3          | Hiroyuki Endo Kenichi Hayakawa | 21         | 15         | 12         |  |  |        |                             |        |        |        |
|  |            |                                |            |            |            |  |  | 6      | Chai Biao Hong Wei          | 21     | 19     | 16     |
|  |            |                                |            |            |            |  |  | 1      | Lee Yong-dae Yoo Yeon-seong | 19     | 21     | 21     |
|  | 1          | Lee Yong-dae Yoo Yeon-seong    | 21         | 21         |            |  |  |        |                             |        |        |        |
|  | 7          | Mathias Boe Carsten Mogensen   | 15         | 16         |            |  |  |        |                             |        |        |        |
|  |            |                                |            |            |            |  |  |        |                             |        |        |        |

## Damendoppel

### Setzliste
1. Misaki Matsutomo / Ayaka Takahashi
2. Reika Kakiiwa / Miyuki Maeda
3. Tian Qing / Zhao Yunlei
4. Christinna Pedersen / Kamilla Rytter Juhl
5. Luo Ying / Luo Yu
6. Chang Ye-na / Kim So-young
7. Jung Kyung-eun / Kim Ha-na
8. Nitya Krishinda Maheswari / Greysia Polii

### Gruppe A
| Name                                    | Pts | Pld | W | L | SF | SA | PF  | PA  |
| --------------------------------------- | --- | --- | - | - | -- | -- | --- | --- |
| Misaki Matsutomo Ayaka Takahashi        | 2   | 3   | 2 | 1 | 4  | 4  | 151 | 138 |
| Jung Kyung-eun Kim Ha-na                | 2   | 3   | 2 | 1 | 5  | 3  | 141 | 126 |
| Christinna Pedersen Kamilla Rytter Juhl | 1   | 3   | 1 | 2 | 3  | 4  | 111 | 125 |
| Chang Ye-na Kim So-young                | 1   | 3   | 1 | 2 | 3  | 4  | 119 | 133 |

| Datum        |                                         | Score |                                         | Set 1 | Set 2 | Set 3 |
| ------------ | --------------------------------------- | ----- | --------------------------------------- | ----- | ----- | ----- |
| 17. Dezember | Chang Ye-na Kim So-young                | 1-2   | Jung Kyung-eun Kim Ha-na                | 12-21 | 21-9  | 15-21 |
| 17. Dezember | Misaki Matsutomo Ayaka Takahashi        | 2-1   | Christinna Pedersen Kamilla Rytter Juhl | 14-21 | 21-16 | 21-9  |
| 18. Dezember | Misaki Matsutomo Ayaka Takahashi        | 2-1   | Jung Kyung-eun Kim Ha-na                | 21-15 | 13-21 | 21-12 |
| 18. Dezember | Christinna Pedersen Kamilla Rytter Juhl | 2-0   | Chang Ye-na Kim So-young                | 21-15 | 21-12 |       |
| 19. Dezember | Christinna Pedersen Kamilla Rytter Juhl | 0-2   | Jung Kyung-eun Kim Ha-na                | 5-21  | 18-21 |       |
| 19. Dezember | Misaki Matsutomo Ayaka Takahashi        | 0-2   | Chang Ye-na Kim So-young                | 19-21 | 21-23 |       |

### Gruppe B
| Name                                    | Pts | Pld | W | L | SF | SA | PF  | PA |
| --------------------------------------- | --- | --- | - | - | -- | -- | --- | -- |
| Tian Qing Zhao Yunlei                   | 2   | 2   | 2 | 0 | 4  | 1  | 102 | 74 |
| Luo Ying Luo Yu                         | 1   | 2   | 1 | 1 | 3  | 2  | 91  | 87 |
| Reika Kakiiwa Miyuki Maeda              | 0   | 2   | 0 | 2 | 0  | 4  | 52  | 84 |
| Nitya Krishinda Maheswari Greysia Polii | 0   | 0   | 0 | 0 | 0  | 0  | 0   | 0  |

| Datum        |                            | Score   |                                         | Set 1 | Set 2 | Set 3 |
| ------------ | -------------------------- | ------- | --------------------------------------- | ----- | ----- | ----- |
| 17. Dezember | Tian Qing Zhao Yunlei      | 2-1     | Luo Ying Luo Yu                         | 21-17 | 18-21 | 21-11 |
| 17. Dezember | Reika Kakiiwa Miyuki Maeda | Aufgabe | Nitya Krishinda Maheswari Greysia Polii | 18-21 | 22-20 | 6-8r  |
| 18. Dezember | Reika Kakiiwa Miyuki Maeda | 0-2     | Luo Ying Luo Yu                         | 13-21 | 14-21 |       |
| 18. Dezember | Tian Qing Zhao Yunlei      | w/o     | Nitya Krishinda Maheswari Greysia Polii |       |       |       |
| 19. Dezember | Reika Kakiiwa Miyuki Maeda | 0-2     | Tian Qing Zhao Yunlei                   | 14-21 | 11-21 |       |
| 19. Dezember | Luo Ying Luo Yu            | w/o     | Nitya Krishinda Maheswari Greysia Polii |       |       |       |

### Endrunde
|  | Halbfinale | Halbfinale                       | Halbfinale | Halbfinale | Halbfinale |  |  | Finale | Finale                           | Finale | Finale | Finale |
|  |            |                                  |            |            |            |  |  |        |                                  |        |        |        |
|  |            |                                  |            |            |            |  |  |        |                                  |        |        |        |
|  | 1          | Misaki Matsutomo Ayaka Takahashi | 21         | 13         | 21         |  |  |        |                                  |        |        |        |
|  | 5          | Luo Ying Luo Yu                  | 14         | 21         | 14         |  |  |        |                                  |        |        |        |
|  |            |                                  |            |            |            |  |  | 1      | Misaki Matsutomo Ayaka Takahashi | 21     | 21     |        |
|  |            |                                  |            |            |            |  |  | 3      | Tian Qing Zhao Yunlei            | 17     | 14     |        |
|  | 7          | Jung Kyung-eun Kim Ha-na         | 9          | 9          |            |  |  |        |                                  |        |        |        |
|  | 3          | Tian Qing Zhao Yunlei            | 21         | 21         |            |  |  |        |                                  |        |        |        |
|  |            |                                  |            |            |            |  |  |        |                                  |        |        |        |

## Mixed

### Setzliste
1. Zhang Nan / Zhao Yunlei
2. Tontowi Ahmad / Liliyana Natsir
3. Ko Sung-hyun / Kim Ha-na
4. Sudket Prapakamol / Saralee Thungthongkam
5. Chris Adcock / Gabrielle Adcock
6. Joachim Fischer Nielsen / Christinna Pedersen
7. Liu Cheng / Bao Yixin
8. Michael Fuchs / Birgit Michels

### Nicht gestartet
1. Xu Chen / Ma Jin

### Gruppe A
| Name                          | Pts | Pld | W | L | SF | SA | PF  | PA  |
| ----------------------------- | --- | --- | - | - | -- | -- | --- | --- |
| Zhang Nan Zhao Yunlei         | 3   | 3   | 3 | 0 | 6  | 0  | 126 | 89  |
| Chris Adcock Gabrielle Adcock | 1   | 3   | 1 | 2 | 3  | 4  | 132 | 132 |
| Ko Sung-hyun Kim Ha-na        | 1   | 3   | 1 | 2 | 3  | 5  | 146 | 159 |
| Michael Fuchs Birgit Michels  | 1   | 3   | 1 | 2 | 2  | 5  | 119 | 143 |

| Datum        |                               | Score |                               | Set 1 | Set 2 | Set 3 |
| ------------ | ----------------------------- | ----- | ----------------------------- | ----- | ----- | ----- |
| 17. Dezember | Ko Sung-hyun Kim Ha-na        | 2-1   | Chris Adcock Gabrielle Adcock | 14-21 | 21-18 | 22-20 |
| 17. Dezember | Zhang Nan Zhao Yunlei         | 2-0   | Michael Fuchs Birgit Michels  | 21-18 | 21-10 |       |
| 18. Dezember | Zhang Nan Zhao Yunlei         | 2-0   | Chris Adcock Gabrielle Adcock | 21-14 | 21-17 |       |
| 18. Dezember | Ko Sung-hyun Kim Ha-na        | 1-2   | Michael Fuchs Birgit Michels  | 21-16 | 19-21 | 19-21 |
| 19. Dezember | Chris Adcock Gabrielle Adcock | 2-0   | Michael Fuchs Birgit Michels  | 21-16 | 21-17 |       |
| 19. Dezember | Zhang Nan Zhao Yunlei         | 2-0   | Ko Sung-hyun Kim Ha-na        | 21-12 | 21-18 |       |

### Gruppe B
| Name                                        | Pts | Pld | W | L | SF | SA | PF  | PA  |
| ------------------------------------------- | --- | --- | - | - | -- | -- | --- | --- |
| Liu Cheng Bao Yixin                         | 3   | 3   | 3 | 0 | 6  | 2  | 152 | 120 |
| Joachim Fischer Nielsen Christinna Pedersen | 2   | 3   | 2 | 1 | 5  | 2  | 142 | 118 |
| Tontowi Ahmad Liliyana Natsir               | 1   | 3   | 1 | 2 | 3  | 4  | 123 | 132 |
| Sudket Prapakamol Saralee Thungthongkam     | 0   | 3   | 0 | 3 | 0  | 6  | 83  | 129 |

| Datum        |                                             | Score |                                             | Set 1 | Set 2 | Set 3 |
| ------------ | ------------------------------------------- | ----- | ------------------------------------------- | ----- | ----- | ----- |
| 17. Dezember | Sudket Prapakamol Saralee Thungthongkam     | 0-2   | Joachim Fischer Nielsen Christinna Pedersen | 5-21  | 22-24 |       |
| 17. Dezember | Tontowi Ahmad Liliyana Natsir               | 1-2   | Liu Cheng Bao Yixin                         | 10-21 | 21-12 | 15-21 |
| 18. Dezember | Tontowi Ahmad Liliyana Natsir               | 0-2   | Joachim Fischer Nielsen Christinna Pedersen | 15-21 | 20-22 |       |
| 18. Dezember | Sudket Prapakamol Saralee Thungthongkam     | 0-2   | Liu Cheng Bao Yixin                         | 7-21  | 14-21 |       |
| 19. Dezember | Tontowi Ahmad Liliyana Natsir               | 2-0   | Sudket Prapakamol Saralee Thungthongkam     | 21-16 | 21-19 |       |
| 19. Dezember | Joachim Fischer Nielsen Christinna Pedersen | 1-2   | Liu Cheng Bao Yixin                         | 21-14 | 16-21 | 16-21 |

### Endrunde
|  | Halbfinale | Halbfinale                                  | Halbfinale | Halbfinale | Halbfinale |  |  | Finale | Finale                | Finale | Finale | Finale |
|  |            |                                             |            |            |            |  |  |        |                       |        |        |        |
|  |            |                                             |            |            |            |  |  |        |                       |        |        |        |
|  | 1          | Zhang Nan Zhao Yunlei                       | 21         | 21         |            |  |  |        |                       |        |        |        |
|  | 5          | Chris Adcock Gabrielle Adcock               | 9          | 12         |            |  |  |        |                       |        |        |        |
|  |            |                                             |            |            |            |  |  | 1      | Zhang Nan Zhao Yunlei | 21     | 21     |        |
|  |            |                                             |            |            |            |  |  | 7      | Liu Cheng Bao Yixin   | 15     | 12     |        |
|  | 6          | Joachim Fischer Nielsen Christinna Pedersen | 13         | 12         |            |  |  |        |                       |        |        |        |
|  | 7          | Liu Cheng Bao Yixin                         | 21         | 21         |            |  |  |        |                       |        |        |        |
|  |            |                                             |            |            |            |  |  |        |                       |        |        |        |